# Northrop Model 8
Northrop Model 8, Northrop A-17, Northrop A-33-DE, var ett amerikanskt bombflygplan, som var ett lågvingat monoflygplan helt i metall. 
Flygplanet tillverkades av Northrop Corporation, som startades av Jack Northrop och Donald Douglas. Flygplanet benämns ibland Douglas DB-8A efter att Northrop lämnat företaget och Douglas bytt dess namn till El Segundo Division of Douglas Aircraft.
Northrop Model 8 är baserad på de snabba civila typerna Northrop Delta och Northrop Gamma. 1933 tillverkades flygplanet som attackbomplan. Efter utprovning av flygplanet 6 oktober 1934 beställde USAAC (US Army Air Corps)  110 st Model 8 som benämndes A-17. 
Flygplanet var ett enmotorigt lågvingat monoplan med fast landställ, vilket innebär en fartförlust på grund av ökat luftmotstånd. Eftersom flygplanet var tillförlitligt och lätt att underhålla, exporterades det till ett flertal länder såsom Norge, Kina, Irak, Argentina och Nederländerna. Redan innan USA gick med i andra världskriget var flygplanstypen avförd från fronttjänst.
Flygplanet, Model 8A-1, licenstillverkades i Sverige av AB Svenska Järnvägsverkstäderna (ASJA) i Linköping och Saab i Trollhättan under beteckningen B 5.

## Varianter
- Model 8 - Grundmodellen med en Pratt & Whitney R-1535-11 motor på  750 hk, USAAC-benämning A-17.
- Model 8A - Model 8 med infällbart ställ och en Pratt & Whitney R-1535-13 motor på  825 hk, USAAF-benämning A-17A och RAF-benämning Nomad.
- Model 8AS - Baserad på Model 8A med en extra sittplats och obeväpnat, Pratt & Whitney R-1340-41-motor på 600 hk, USAAF-benämning A-17AS.
- Model 8A-1 - Svensk licenstillverkad variant baserad på Model 8 med en svensktillverkad Bristol Mercury på 980 hk.
- Model 8A-2 - Tillverkad för Argentina baserad på Model 8 med en Wright R-1820-G3 på 840 hk.
- Model 8A-3P - Tillverkad för Peru baserad på Model 8A med en Wright GR-1820-G103 på 1 000 hk.
- Model 8A-3N - Tillverkad för Holland baserad på Model 8A med en Pratt & Whitney Twin Wasp S3C-G på 1 100 hk.
- Model 8A-4 - Tillverkad för Irak baserad på Model 8A-3N med en Wright GR-1820-G103 Cyclone på 1 000 hk.

Här bytte företaget namn och blev El Segundo Division of Douglas Aircraft och benämningen ändrades till DB som står för Douglas Bomber.
- DB-8A-5 - Tillverkade för Norge baserad på Model 8A med en Wright GR-1820-G205A på 1200 hk. När planen var klara för leverans var Norge redan ockuperat, så flygplanen levererades till norska exilregeringen som startade en flygskola i Kanada där norska piloter kunde utbildas före enrolleringen i RAF. När skolan upphörde 1942 tog USAAF över 31 stycken flygplan och benämnde dem A-33-DE. Dessa flygplan användes endast för utbildningsändamål och flygträning.

## Användning i Sverige
I Svenska flygvapnet hade flygplanet beteckningen B 5 och var ett av Flygvapnets bombflygplan.
På våren 1936 besökte en svensk inköpskommission USA på jakt efter ett nytt skolflygplan, och valet föll på North American NA-16. Samtidigt fick man en möjlighet att studera Northrop 8A-1, vilken kommissionen fann lämplig för Flygvapnet.
Att flygplanet var försett med fast landställ sågs som en fördel eftersom Flygvapnet räknade med att använda skidor på flygplanen under snöperioden. Efter förhandlingar om en licenstillverkning och att flygplanet skulle utrustas med en svensk motor beställdes ett flygplan avsett som mönster. 
Detta flygplan anlände i delar med M/S Gripsholm till Göteborg i maj 1938 och monterades av CVM för att överlämnas till Försökscentralen (FC) för en första utprovning av bombställ, skidställ och övrig utrustning för serieversionen. 
I september 1938 beställdes 40 stycken B 5B från ASJA (ASJA B 5B) med en NOHAB MyXXIV-motor. Ordern följdes av ytterligare en om 24 flygplan 1939. I april 1940 levererades det första flygplanet och en månad senare beställde Flygvapnet ytterligare 38 stycken plan, denna gången av versionen B 5C (Saab B 5C).
Totalt beställde Flygvapnet 102 stycken B 5 av alla varianter.
Flygvapnet använde B 5 som störtbombare, något som inte förutsetts av konstruktörerna, men flygplanet visade i efterhand att det höll för även den uppgiften. Bomblasten var i princip densamma som för den samtida tyska störtbombaren Junkers Ju 87 Stuka, som då kunde bära en tung bomb i viktklassen 250-500 kg i en bombgaffel mellan landställen och 4 lättare bomber i viktklassen 50 kg under vingarna. Dock kunde B 5 till skillnad från Ju 87 Stuka bära upp till fem stycken till 50 kg bomber mellan landställen som ökade dess möjlighet att slå ut fler mål i och med ett större antal bomber.
B 5 drogs bort från fronttjänst när Flygvapnet fick Saab 17 och modifierades av Saab till instrumentskolflygplan och målbogseringsflyplan. Efter modifieringen fördelades flygplanen ut på landets flottiljer. 
1944 användes en krokförsedd B 5 vid flygprov av Lastglidaren Lg 105. Planerna var att förse 50 stycken flygplan med krok för bogsering av glidflygplan och luftmål. Ett flygplan testades vid FC med pontoner för att kunna användas vid torpedfällning, men proven visade att typen inte var lämplig för uppgiften.

## Svenska varianter
- B 5  - Originaltillverkad Northrop 8A
- B 5A - Nytt namn på B 5
- B 5B - ASJA-tillverkad B 5 med Nohab MyXXIV-motor
- B 5C - Saab-tillverkad med modifierat bombfäste B 5B
- B 5D - Utrustad med krok för flygbogsering